# Tabernolas
Tabernolas o Tabérnolas (en catalán y oficialmente Tavèrnoles) es un municipio de Cataluña, España, perteneciente a la provincia de Barcelona, en la comarca de Osona, situado en la Plana de Vich, al este de la capital comarcal. Su relieve es accidentado por la sierra de Savassona y su población se encuentra diseminada en masías dispersas.

## Historia
Históricamente, estaba bajo la jurisdicción señorial de los Sabasona. 

## Demografía
Tabernolas cuenta con una población de 341 habitantes (INE 2024).
| Gráfica de evolución demográfica de Tabernolas entre 1842 y 2021 |
| |
| Población de derecho según los censos de población del INE. Población de hecho según los censos de población del INE.En estos censos se denominaba Tabérnolas: 1842, 1857, 1860, 1877, 1887, 1897, 1900, 1910, 1920, 1930, 1940, 1950, 1960, 1970 y 1981. |

| 1900 | 1930 | 1950 | 1970 | 1981 | 1986 | 2006 |
| ---- | ---- | ---- | ---- | ---- | ---- | ---- |
| 284  | 360  | 291  | 186  | 186  | 214  | 300  |

## Lugares de interés
- Iglesia de San Esteban. Románica
- Castillo de Savassona
- Iglesia de San Pedro de Savassona
- Iglesia de San Feliu de Savasona

## Personas destacadas
Salvador Parrón, tenor, formado a Londres, en donde ha actuado en numerosas óperas, así como también en el Teatro barcelonés del Liceo, es profesor de Canto de los Conservatorios de Gerona y de Barcelona.

## Enlaces externos

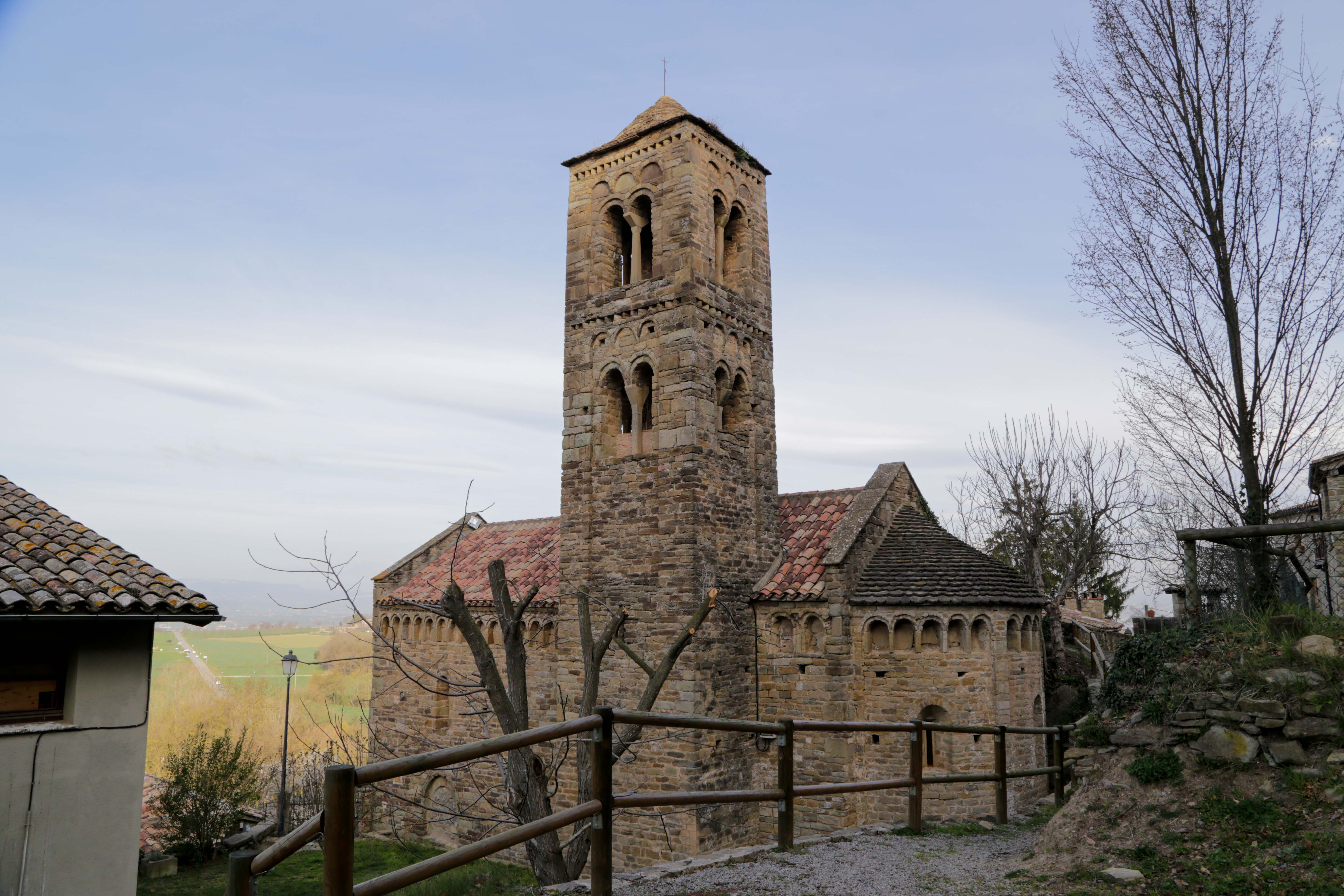

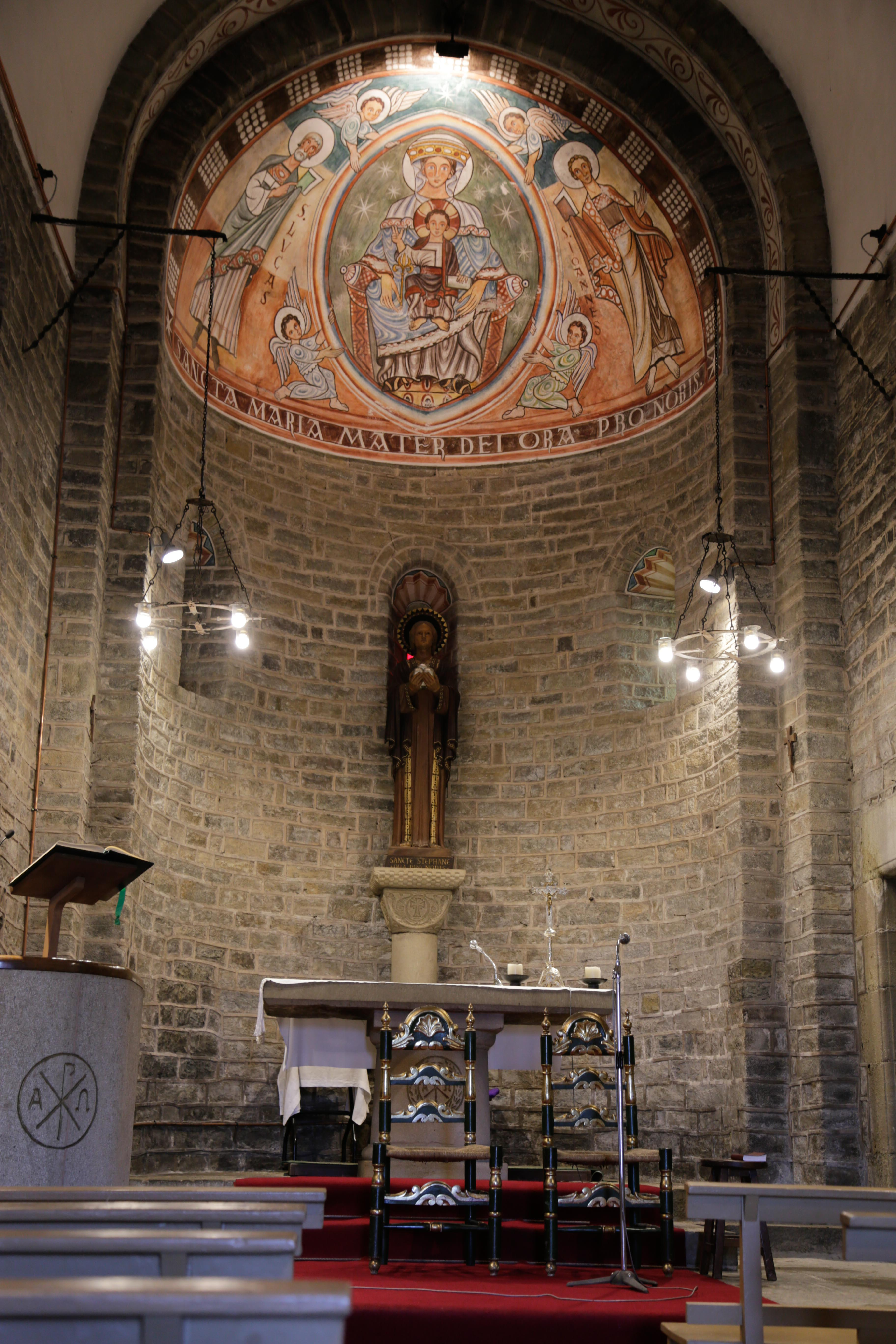

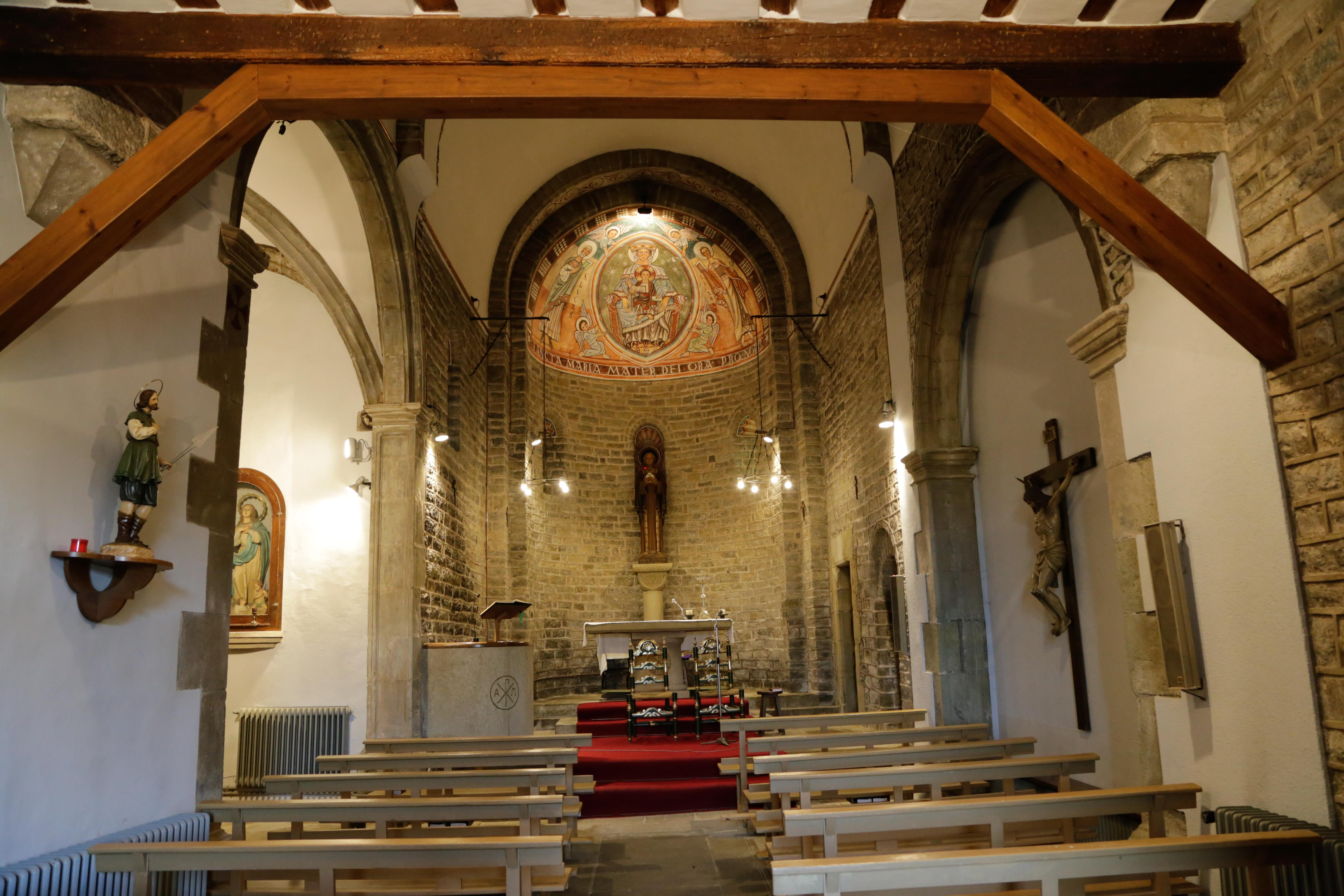

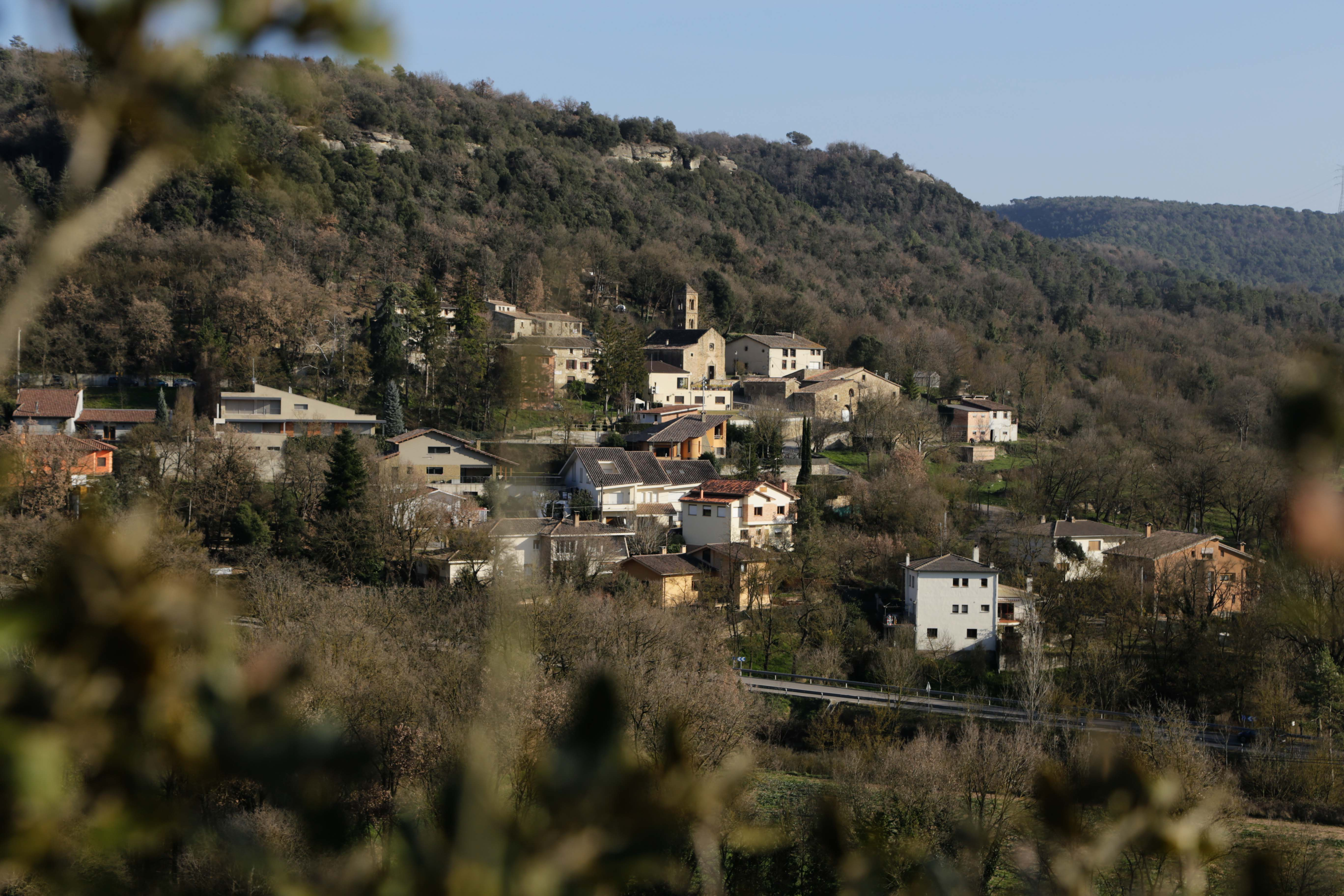

Desde el mirador de Tavèrnoles se ve la Plana de Vich y en primer plano los campos de las masías del Banús, Serrabou y el Roquet